# الميثاق (صحيفة)
صحيفة أسبوعية عربية إسلامية تصدرها الحركة الإسلامية لعرب الداخل الفلسطيني أو العرب سكان دولة إسرائيل. كان بداية صدورها عام 1996 بعد انفصال الشيخين رائد صلاح وكمال خطيب عن الحركة، إثر دخول الحركة معترك الانتخابات الإسرائيلية.
تعتبر الصحيفة الصوت الناطق بلسان الحركة وقياداتها، وتشمل بالإضافة إلى الأخبار المحلية والعالمية، مقالات قيادات الحركة وكلمات أعضائها ومفكريها، بالإضافة إلى الزوايا الدينية والأدبية.

## وصلات خارجية
- موقع صحيفة الميثاق